# Хищники (фильм, 1964)
«Хищники» (фр. Les Félins) — художественный фильм знаменитого французского режиссёра Рене Клемана, вышедший в 1964 году. Сценарий фильма создан на основе романа «Дом удовольствий» (англ. Joy House) американского писателя Дея Кина.

## Сюжет
Марк Морель, «манипулятор картами, теннисными ракетками и машинами», во время пребывания в США заводит роман с женой богатого американского гангстера МакКинга. Он возвращается во Францию, а по его стопам уже идут убийцы, которые должны привезти его голову их боссу. Его захватывают в гостинице в Монте-Карло и вывозят на пустынное побережье Средиземного моря. Марку удается бежать, угнав автомобиль и направив его к обрыву. В разорванной одежде и с кровоподтеками, он автостопом добирается до ближайшего города и прячется среди бездомных в церковном приюте. Там он привлекает к себе внимание гламурной пары американского происхождения: Барбары и Мелинды, совершающих регулярные благотворительные визиты. Женщины предлагают Maрку работу шофёром, проживание и питание, и он охотно соглашается, потому что убийцы проследили его до приюта. Барбара, богатая вдова, живёт в роскошном особняке в неоготическом стиле с её бедной двоюродной сестрой, Мелиндой, которую она использует как служанку. Первым делом Барбара забирает у Марка паспорт, но он не собирается задерживаться у них надолго. В день, когда Марк пытается бежать в Париж, Барбара отправляет на его поиски Мелинду, и, спасаясь от убийц, ему приходится вернуться назад. Очень быстро молодой человек начинает понимать, что является пешкой в какой-то игре. На самом деле на вилле находится ещё один обитатель: его зовут Венсан, и полиция разыскивает его за убийство мужа его любовницы, Барбары. Паспорт Марка нужен Венсану для новой идентичности и выезда из страны. Однако Марк преуспевает в соблазнении Барбары, и та решает предать бывшего возлюбленного. Со своей стороны, Мелинда влюбляется в Maрка и пытается оторвать его от Барбары. Для достижения этой цели она заставляет мужчин поверить, будто Барбара обманывает их обоих, и Венсан убивает Барбару. Тем временем преследователи Марка проникают на виллу и в свою очередь убивают по ошибке Венсана. Марк кладёт оба трупа в багажник автомобиля, чтобы избавиться от них, после чего собирается покинуть Лазурный берег. Однако для того, чтобы удержать его, Мелинда делает всё, чтобы привлечь внимание полиции. Обвиняемый теперь в двух убийствах, которых он не совершал, Марк не имеет другого выхода, кроме как сменить Венсана в его тайнике на долгие годы.

## Исполнители главных ролей
Фильм Хищники — третья из совместных работ Алена Делона с режиссёром Рене Клеманом, которые сам Делон называл в числе его любимых фильмов. Здесь Ален Делон на пике своей европейской славы и на пути к новой цели: покорить Голливуд.
Хищники кладёт начало европейской фазы Джейн Фонды, когда она пыталась утвердить себя в качестве актрисы на её собственных условиях. В своей автобиографии «Моя такая длинная жизнь» (англ. My Life So Far), Фонда вспоминала:

(...) Французский режиссёр Рене Клеман прилетел в Лос-Анджелес, чтобы передать мне идею фильма, в одной из главных ролей которого будет Ален Делон (...) Я согласилась. Мне понравилась идея положить расстояние в океан между мною, Голливудом и длинной тенью моего отца. Кроме того, Франция была тогда на вершине Новой волны, с молодыми режиссёрами, как Трюффо, Годар, Шаброль, и Маль, и Вадим. Клеман был в годах и не был частью этой Новой волны, но он снял гениальные Запрещённые игры.Оригинальный текст (англ.) French director Rene Clement flew to Los Angeles to pitch me a film idea that would co-star Alain Delon…I agreed. I liked the idea of putting an ocean’s distance between me, Hollywood, and my father’s long shadow. Moreover, France was then at the apex of the nouvelle vague, with young directors like Truffaut, Godard, Chabrol, and Malle, and Vadim. Clement was up in years and wasn’t part of this new wave, but he directed the brilliant Forbidden Games.
— Jeff Stafford
По словам биографа Кристофера Андерсена (англ. Christopher Andersen) в книге «Гражданка Джейн: бурная жизнь Джейн Фонды» (англ. Citizen Jane: The Turbulent Life of Jane Fonda) «ещё до начала съёмок Джейн закрутила роман»:

Я, несомненно, влюблюсь в Алена Делона. Я могу играть любовные сцены, только когда я влюблена в своего партнёра.Оригинальный текст (англ.)I will undoubtedly fall in love with Alain Delon. I can only play love scenes well when I am in love with my partner.— Jeff Stafford
За несколько недель до приезда Джейн Фонды Делон прекратил длительные отношения с актрисой Роми Шнайдер.
По поводу «Хищников» Фонда позже высказалась так:

Там не было никакого сценария и очень мало организации (...) Это меня ошарашило, потому что я привыкла работать в структурированной системе. Там было слишком много игры на слух, на мой взгляд. Но Клеман всё же замечательный режиссёр.Оригинальный текст (англ.)There was no script and very little organization…It sort of threw me because I’m used to working within a structured framework. There was just too much playing it by ear for my taste. But Clement is still a wonderful director. — Jeff Stafford
Несмотря на то, что Фонда невысоко оценивает большинство фильмов, которые она сделала во время своего временного европейского пребывания, она выглядит шикарно в «Хищниках» и её исполнение интереснее смотреть, чем некоторые из её более поздних, более пристойных работ после того, как она стала «серьёзной», оскароносной актрисой.

Я не очень хорошо говорила по-французски, и я совсем не понимала многое из того, что происходило. Единственные люди, которые действительно оценили этот фильм, почему-то были наркоманами. Они подходили ко мне и многозначительно подмигивали. Но я очень рада, что я снялась в нём, потому что он привёл меня во Францию, и я встретила Вадима.Оригинальный текст (англ.)I didn't speak very good French then, and I never understood much of what was going on. The only people who really dug that movie, for some reason, were junkies. They used to come up to me and give me a big wink. But I'm awfully glad I did it because it got me into France and I met Vadim.
С Вадимом Фонда познакомилась в Париже до съёмок Хищников и тогда отклонила его предложение сняться в ремейке Карусели Но во время съёмок фильма они снова встретились и начался роман, который приведёт к браку и совместной работе в четырёх проектах в кино.
Лоле Олбрайт  было дано немного возможностей, чтобы блистать в главных ролях в течение своей карьеры, но исключения были яркими и незабываемыми: это сочные роли поддержки с Кирком Дугласом в Чемпионе (1949) и Фрэнком Синатрой в «Нежном капкане» (англ. The Tender Trap) (1955), трогательное исполнение стареющей стриптизёрши в нашумевшей инди-драме Холодный ветер в августе (англ. A Cold Wind in August) (1961) и пронзительное выступление в фильме Господь любит утку (англ. Lord Love a Duck) (1966). В Хищниках Олбрайт играет в расцвете зрелой красоты: в этом фильме она выглядит великолепно и сексуально.

## Музыка
Нуарную палитру фильма поддерживает великолепная музыка Лало Шифрина. Начинающий аргентинский композитор прибыл в Париж в 1963 году, где встретил Клемана и написал для него одну из своих первых крупных работ для кино. О важности этого произведения в его карьере Шифрин говорил следующее: «Если сравнить мою карьеру с домом, то „Хищники“ являются фундаментом». Композитор демонстрирует здесь всю свою любовь к джазу и свингу в сочетании с более современным подходом, унаследованным из языка музыкантов 20-го века,таких как: Оливье Мессиан, Арнольд Шёнберг, Пьер Булез, Витольд Лютославский. Хищники — это прежде всего великолепная главная тема, представленная в начальных титрах, которая приобрела некоторую известность благодаря каверам Клода Нугаро («Le chat») и джазового органиста Джимми Смита («The Cat»).
Вся музыка написана Лало Шифриным.
| №   | Название                       | Длительность |
| --- | ------------------------------ | ------------ |
| 1.  | «Les Félins (главная тема)»    | 3:20         |
| 2.  | «Prémices d'une découverte»    | 3:18         |
| 3.  | «La décision»                  | 2:29         |
| 4.  | «Poursuite méditerranéenne»    | 2:26         |
| 5.  | «Le télégramme»                | 3:37         |
| 6.  | «Thème des Félins»             | 6:14         |
| 7.  | «Blues pour un enterrement»    | 2:26         |
| 8.  | «Marc et son invitée»          | 4:07         |
| 9.  | «Mélinda»                      | 3:15         |
| 10. | «Les Félins (финальные титры)» | 3:14         |

## Приём
Фильм вышел в Париже в июне 1964 года, когда кинотеатры меньше заполнены, а некоторые даже закрыты. Тем не менее, он будет иметь один из самых высоких рейтингов: 378 563 зрителей в Париже и 1 414 481 во Франции.
Фильм имел также успех в других европейских странах, как и по обе стороны Атлантики.

## Критика
Мнения критиков о фильме, однако, были неоднозначными.
Французская газета «Le Monde» по прошествии 50-ти лет заключает:

Фильм «Хищники» был довольно плохо принят; и если это правда, что он немного хуже, чем На ярком солнце, тем не менее это очень красивая, сложная и стильная вариация на тему заточения, замечательно снятая в чёрно-белом великим кинематографистом Анри Декаэ.Оригинальный текст (фр.)Les félins a plutôt été mal reçu ; s’il est vrai qu’il est un peu en deçà de Plein Soleil, il n’en demeure pas moins un très beau huis clos sophistiqué et élégant, remarquablement photographié en noir et blanc par l’excellent chef-opérateur Henri Decaë.— Le Monde.fr
Большинство критиков США после выхода Хищников оценило фильм как трэш. Одним из самых больших обвинений хулителей работы Клемана явилась проблема многих фильмов с международным актёрским составом, связанная с неудачным дубляжом англоговорящих исполнителей. Эта языковая проблема для некоторых усугубилась их неприятием трактовки Клеманом истории в стиле нуар, который предпочёл сосредоточиться на чувственности и обманчивой привлекательности сексуальных главных героев, перемещённых из захудалой городской среды оригинального романа на солнечные средиземноморские окрестности. Некоторые рецензенты не поняли также скрытую режиссёрскую иронию и жаловались на декадентских и «больных» персонажей фильма. Чувства других рецензентов были оскорблены, якобы, полным несоответствием задорной, игривой музыки Лало Шифрина тёмному тону фильма.
Так журналист Говард Томпсон (англ. Howard Thompson)  передал своё впечатление вThe New York Times:

Должно быть выдающимся достижением режиссёра Рене Клемана заманить Джейн Фонду и Лолу Олбрайт на французскую Ривьеру для унылой ахинеи под названием Joy House'. Картина... — абсолютная, претенциозная туфта. Даже пышный Лазурный Берег, много потерявший в черно-белом изображении, выглядит серым и грязным в этом Метро-Голдвин-Майер релизе... А дом! Это хаотичная вилла — «неоготика» — по словам самой мисс Фонды, и то же самое относится к сценарию и общему действию... Г-н Клеман должен был выставить этих больных, тупых персонажей на яркое солнце — то есть, загрузить их в тот Роллс-Ройс и из заплесневелого особняка вытряхнуть их на пляж Ривьеры на солнце и свежий воздух. Если какой дом и нуждается в проветривании, то это Joy House.
Оригинальный текст (англ.)It must have been the distinguished record of director René Clement that lured Jane Fonda and Lola Albright over to the French Riviera for the dismal claptrap called “Joy House.” The picture…is pure, pretentious baloney. Even the lush Cote d’Azur, wasted in black and white photography, comes out looking gray and bedragged in this Metro-Goldwyn-Mayer release….What a house! It’s a rambling villa—”neo-Gothic,” in Miss Fonda’s own word, and the same applies to the script and general behavior….Mr. Clement should have exposed these sick, dull characters to a bit of “Purple Noon“—that is, piled them into that Rolls-Royce and out of that moldy mansion and plunked them down on a Riviera beach for some sunshine and fresh air. If ever a house needed airing, it’s “Joy House.— Jeff Stafford
Не менее суровым был отзыв кинокритика Стэнли Кауфмана (англ. Stanley Kauffmann)  в The New Republic:

Вопрос о развитии Джейн Фонды в  исключительно хорошую актрису, что, по-моему, вполне возможно, омрачается её плохим выбором средств. Её последний фильм является абсурдным... Резюме глупого сюжета излишне.Оригинальный текст (англ.)The question of Jane Fonda’s development into an extraordinarily good actress, which I still think quite possible, is beclouded by her poor choice of vehicles. Her latest film is absurd….No summary of the silly plot is needed.— Jeff Stafford
И, наконец, издёвка кинокритика и академика Джудит Крист (англ. Judith Crist), которая поместила Joy House в первый десяток списка худших фильмов за 1965 год:

Мисс Фонда имеет какую-то таинственную власть над мисс Олбрайт. Это ещё не всё, что мисс Фонда имеет — или, по крайней мере, пытается на это указать поочерёдным воплощением в Безумную из Шайо, Бэби Джейн, и в своего отца, Генри; она больной ребёнок вдобавок.Оригинальный текст (англ.)Miss Fonda has some mysterious hold over Miss Albright. It’s not all Miss Fonda has – or at least so she attempts to indicate by alternately impersonating the Madwoman of Chaillot, Baby Jane, and her father, Henry; she’s a sick kid, this one.— Jeff Stafford
Но в 2008 году американский кинокритик и адъюнкт-профессор киноведения  Майкл Аткинсон (англ. Michael Atkinson) в блоге IFC описал фильм, как «довольно восхитительный саспенс Рене Клемана 1964 года», какого «не было давно: изящный, непринужденный, веселый,  неприхотливый».

Joy House — это не великий фильм (он не такой роскошный, как На ярком солнце по Патриции Хайсмит), но это просто хорошее кино, не претенциозное и респектабельное, и милое, и я предпочел бы посмотреть его ещё раз, чем вытерпеть пытку очередной $120-миллионной экранизацией комикса.Оригинальный текст (англ.) ”Joy House” is not a great film (it’s not as rich as the Patricia Highsmith-derived “Purple Noon”), but it is pure movieness, un-self-important and respectful and sweet, and I’d prefer watching it again to sitting through another $120 million comic book holocaust. — Michael Atkinson

## Актёрский состав
- Ален Делон — Марк
- Джейн Фонда — Мелинда
- Лола Олбрайт — Барбара Хилл
- Соррел Бук — Гарри
- Карл Стюдер — Лофтус
- Андре Умански — Венсан
- Артур Ховард — преподобный Нельсон
- Аннетта Пуавр — работница
- Джордж Гейнс
- Беретт Аркайя — Диана
- Марк Мацца — корсиканец
- Жак Безар — Наполеон
- Жан-Пьер Оноре — Шнайдер
- Жорж Дукинг — бродяга
- Ник дель Негро — Мик

## Съёмочная группа
- Режиссёр: Рене Клеман, асс. Коста-Гаврас, Бернар Поль
- Сценарий: Рене Клеман,Паскаль Жарден, Чарльз Уильямс по роману Дея Кина  «Дом удовольствий» (англ. Joy House), или «Love Cage» (1954)
- Диалоги:  Паскаль Жарден, Чарльз Уильямс
- Продюсер: Жак Бар
- Исполнительные продюсеры: Леон Санс, Мишель Шоке
- Оператор-постановщик: Анри Декаэ
- Композитор: Лало Шифрин